# Musée national d'Histoire du Vietnam
Le musée national d'Histoire du Vietnam (en vietnamien : Viện Bảo tàng Lịch sử Việt Nam) est un musée consacré à l'histoire du Viêt Nam situé à Hanoï, capitale du pays.

## Historique
Le musée se trouve dans l'ancien bâtiment de l'École française d'Extrême-Orient (EFEO), construit par les architectes français Ernest Hébrard et Charles Batteur en 1932 au temps de l'Indochine française. Il était appelé à l'époque « Musée Louis-Finot », du nom de son premier directeur. C'est un exemple du style éclectique indochinois, dont Hébrard fut le fondateur. L'édifice figure au patrimoine national.
Le gouvernement du Nord-Viêt-Nam a ouvert le musée actuel en 1958.